# Naturfreundehaus Finsterbrunnertal
Das Naturfreundehaus Finsterbrunnertal ist ein Wanderheim im Pfälzerwald, das von der Ortsgruppe Kaiserslautern der Naturfreunde betrieben wird. Es steht unter Denkmalschutz.

## Lage
Das Wanderheim befindet sich innerhalb der Gemarkung der Ortsgemeinde Schopp nordöstlich des Kernortes im namensgebenden Finsterbrunnertal inmitten des Pfälzischen Holzland. Etwas weiter nördlich verläuft das von der Moosalbe durchflossene Karlstal, erstere  bildet zugleich die Gemarkungsgrenze zu Stelzenberg.
Einige Wanderwege führen entlang des Naturfreundehauses, wozu der Fernwanderweg Franken-Hessen-Kurpfalz und  der Gewässerwanderweg an der Moosalbe zählen. Der Prädikatswanderweg Pfälzer Waldpfad passiert das Tal, das zugleich den Endpunkt der ersten Etappe darstellt.

## Geschichte
Beim Gebäude handelt es sich um einen Walmdachbau, der um 1910 im Heimatstil errichtet wurde.

## Betrieb
Das Naturfreundehaus Finsterbrunnertal ist ganzjährig geöffnet und bietet Übernachtungsmöglichkeiten. Darüber hinaus dient es außerdem der Umweltbildung.